# F4U Corsair

Vought F4U Corsair a fost un avion de vânătoare american intrat în serviciu în Al Doilea Război Mondial și folosit și în Războiul din Coreea. În cel de-al Doilea Război Mondial raportul victorii aeriene/pierderi a fost în favoarea lui Corsair, care s-a dovedit a fi un excelent avion de vânătoare-bombardament și în Războiul din Coreea, precum și în războaiele coloniale franceze din Indochina și Algeria..
De la primul prototip livrat în 1940 și până la ultimul exemplar livrat francezilor în 1953, Vought a fabricat 12 571 buc. avioane F4U Corsair în 16 modele, cea mai lungă producție a unui motor cu pistoane din istoria SUA (între anii 1942–1953).

## Caracteristici
- Echipaj: 1
- Lungime: 10,1 m
- Anvergură: 12,5 m
- Înălțime: 4,9 m

- Greutate proprie: 4 073 kg
- Greutate cu încărcătură maximă: 6 300 kg
- Putere motor: (1 × motor radial Pratt & Whitney R-2800-8) 2000 CP (1490 kW)

## Performanțe
- Viteză maximă: 671 km/h
- Rază de acțiune: 1 633 km
- Altitudine maximă: 11 247 m
- Viteză ascensională: 15,2 m/s

## Armament
- 4 mitraliere Browning M2 de 0.50 in (12,7 mm) fiecare cu 400 cartușe

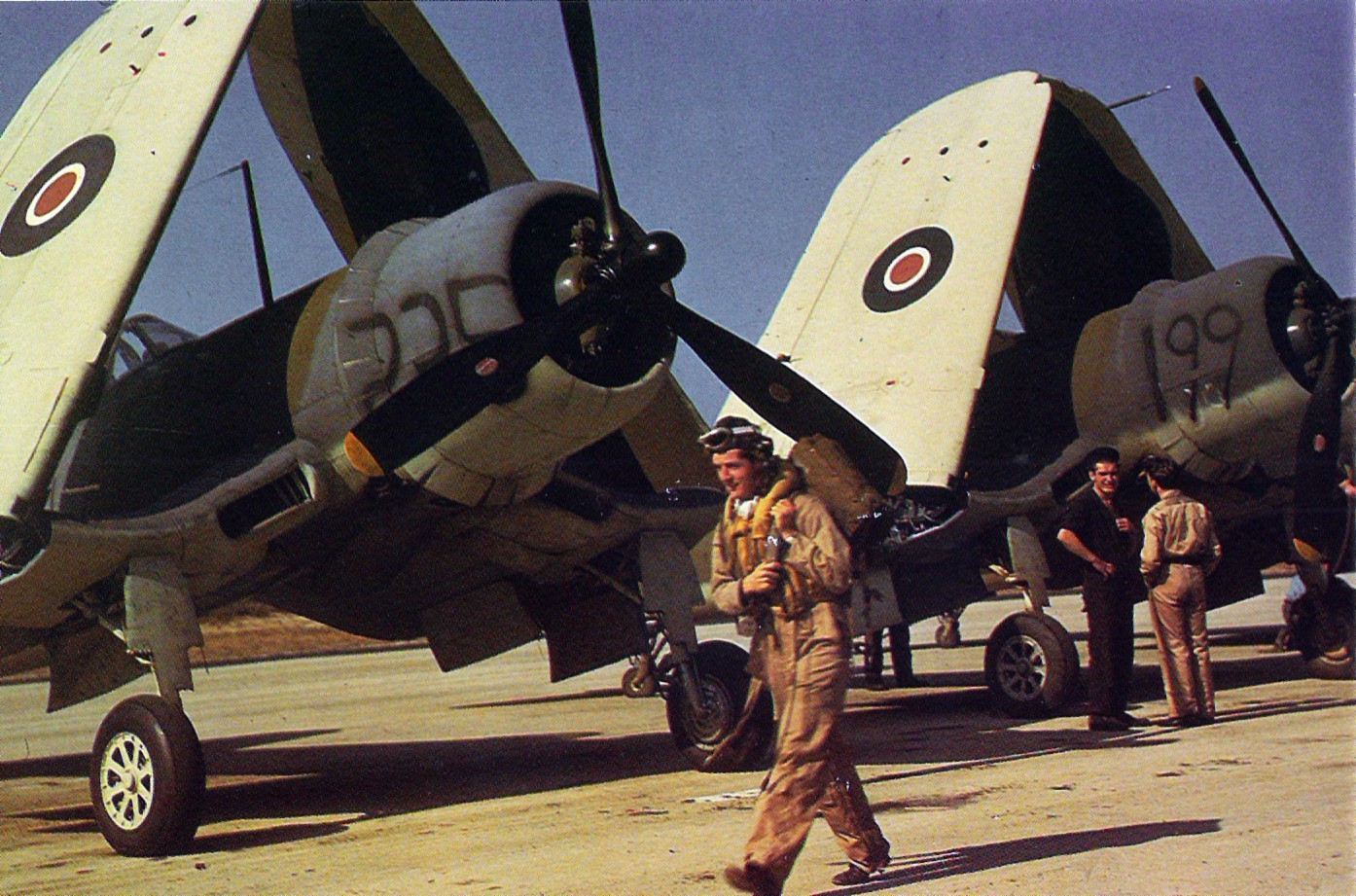
Corsair-uri, 1943.

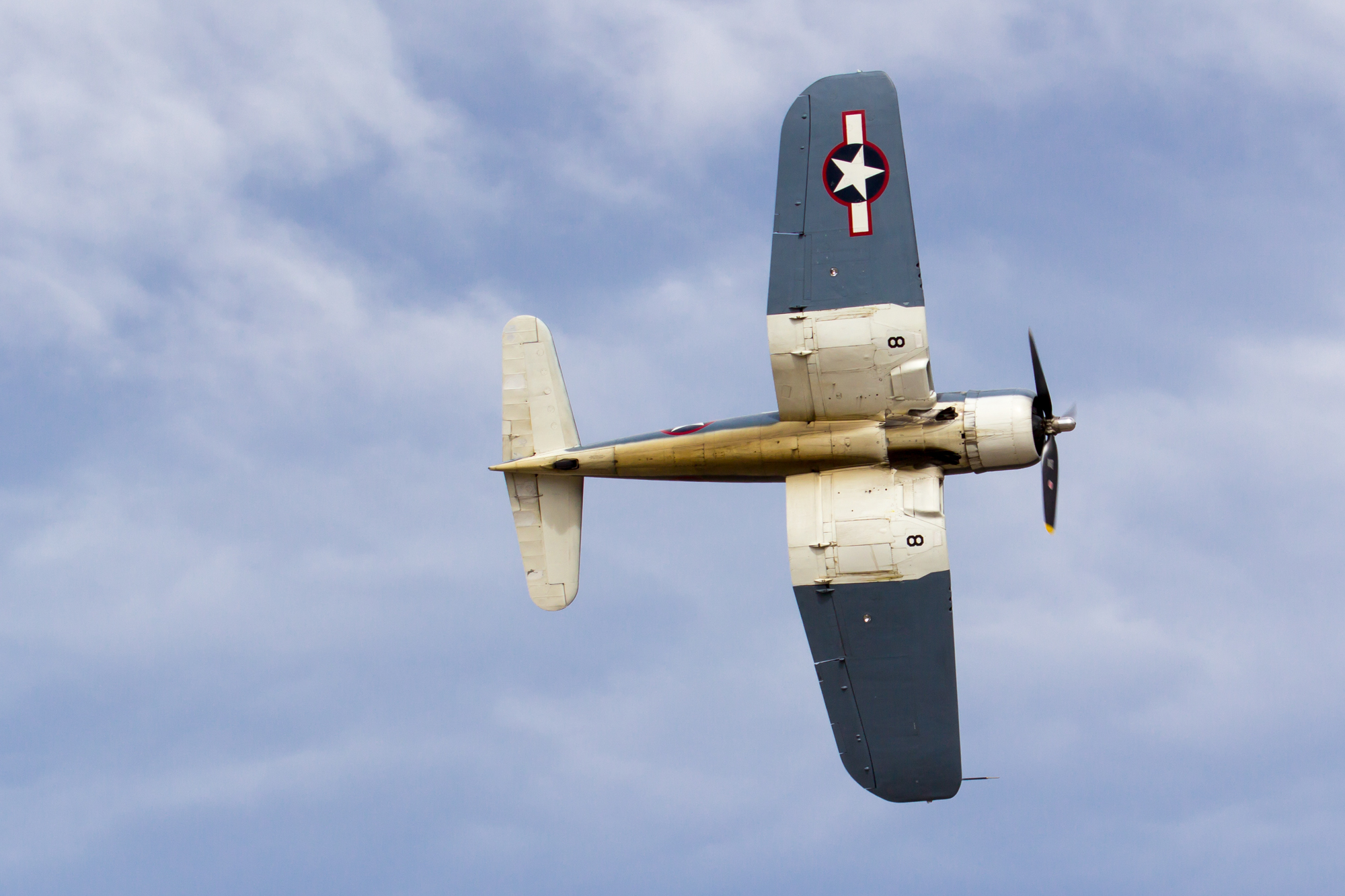
Partea inferioară a unui Corsair

- 4 rachete de 12,7 cm  și/sau
- 910 kg de bombe